# Координационный совет белорусской оппозиции
Координационный совет по организации процесса преодоления политического кризиса (бел. Каардынацыйная Рада па арганізацыі працэсу пераадолення палітычнага крызісу; также Координационный совет белорусской оппозиции, аббревиатура — КС) — негосударственный представительный орган белорусской оппозиции, созданный с целью организации процесса преодоления политического кризиса и обеспечения согласия в обществе, а также для защиты суверенитета и независимости Беларуси.

## Цели, задачи и регламент работы
Основополагающие принципы работы совета: официальные результаты выборов не соответствуют действительности, это привело к насилию, требуется реакция гражданского общества, чтобы прекратить это и найти выход из текущей ситуации.
Основной состав «Координационного совета» должны составить 70 человек, остальные — войти в расширенный состав. Все члены данного совета, согласно регламенту, на момент заседаний должны находиться на территории Беларуси и быть её гражданами. Из состава совета предстоит избрать президиум в количестве 7 человек, а тому в свою очередь — председателя. Решения принимаются простым большинством голосов. 18 августа на пресс-конференции в Минске была объявлена основная цель совета — «проведение новых выборов президента и мирный трансфер власти».

## Хронология
9 августа 2020 года в Беларуси прошли выборы президента, которые не были признаны оппозицией.
14 августа экс-кандидат в президенты Беларуси Светлана Тихановская заявила о создании «Координационного совета» для передачи (трансфера) власти. Сообщение об его создании было опубликовано в телеграм-канале пресс-службы объединённого штаба оппозиционных кандидатов. Формирование совета началось 15 августа, а 17 августа доверенное лицо Светланы Тихановской — Ольга Ковалькова опубликовала список первых членов. 18 августа прошло первое заседание совета в Минске, на котором были объявлены цели «Координационного совета» и даны ответы на вопросы прессе. Президент Александр Лукашенко охарактеризовал заявление о передаче власти как попытку её захвата «со всеми вытекающими последствиями».

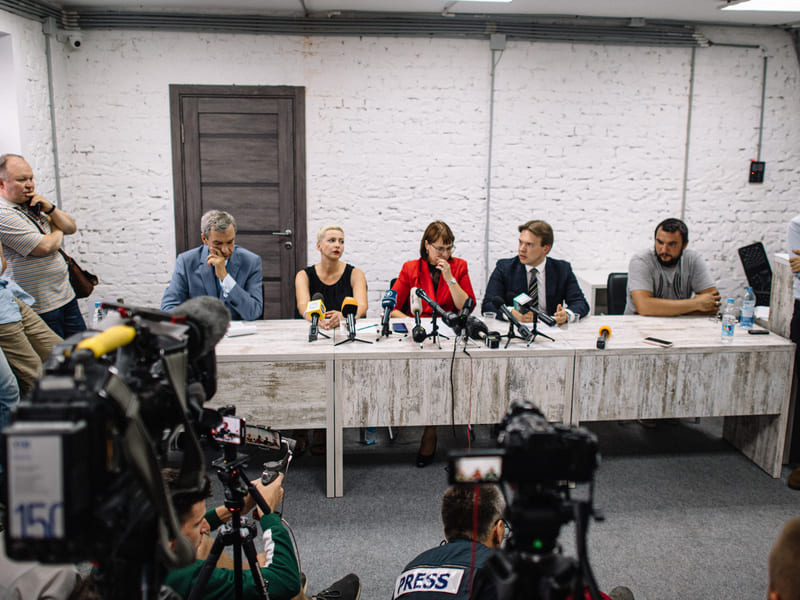
Первая пресс-конференция Координационного совета Беларуси

19 августа «Координационный совет» выбрал из своего состава президиум в количестве 7 человек, в который вошли Светлана Алексиевич, Лилия Власова, Сергей Дылевский, Максим Знак, Ольга Ковалькова, Мария Колесникова и Павел Латушко. Вечером того же дня было проведено заседание совета, на котором оглашена резолюция со следующими требованиями:

1. Прекращение политического преследования граждан Белоруссии со стороны властей, возбуждение уголовных дел, привлечение виновных к ответственности.
2. Освобождение всех политических заключенных, отмена неправомерных судебных постановлений, выплата компенсаций всем пострадавшим.
3. Признание выборов 9 августа 2020 года недействительными. Проведение новых выборов по международным стандартам с новым составом всех комиссий по выборам, включая Центральную комиссию.

20 августа Генеральный прокурор Беларуси Александр Конюк заявил о возбуждении уголовного дела против Координационного совета по статье 361 Уголовного кодекса Беларуси («Призывы к действиям, направленным на причинение вреда национальной безопасности Республики Беларусь»), после чего один человек написал заявление о выходе из состава совета.
25 августа председатель Конституционного суда Беларуси Пётр Миклашевич заявил, что создание «Координационного совета оппозиции» неконституционно.
26 августа было объявлено, что в «Координационный совет» входит более 1000 человек.
Все члены президиума «Координационного совета», кроме Светланы Алексиевич, были либо помещены под стражу, либо выехали из страны. 10 сентября представители 15 стран Евросоюза приехали к Светлане Алексиевич домой, чтобы, как было заявлено, «защитить её от возможного преследования». 18 сентября «Amnesty International» признала узниками совести членов «Координационного совета» и их соратников.
Из семи членов президиума КС двое (Максим Знак и Мария Колесникова) в сентябре 2021 года были осуждены. Четверо находятся за границей Беларуси, и лишь Лилия Власова остаётся в стране и на свободе (после полутора месяцев заключения была выпущена из СИЗО под домашний арест 16 октября 2020 года, через неделю домашний арест был отменён, но уголовное дело не прекращено).
28 сентября три фракции Европарламента: ЕНП, С&Д, Обновляя Европу, обладающие парламентским большинством, выдвинули белорусскую оппозицию на премию имени Сахарова. Фракция ЕКР отдельно внесла кандидатуру Светланы Тихановской. В список номинантов также входили активисты-экологи из Гондураса и архиепископ Мосула Najib Mikhael Moussa.
22 октября спикер Европарламента Давид Сассоли объявил решение президиума о присуждении премии имени Сахарова 2020 года группе из 10 человек, представляющих белорусскую оппозицию. Лауреатами премии названы: Светлана и Сергей Тихановские, Светлана Алексиевич, Мария Колесникова, Ольга Ковалькова, Вероника Цепкало, Алесь Беляцкий, Сергей Дылевский, Степан Путило и Николай Статкевич. Каждому из них Евросоюз выделил по 5 тыс. евро.
9 августа 2022 года Координационный совет принял решение о реорганизации своей деятельности в рамках формирования Новой конфигурации демократических сил.
В январе 2023 года белорусское МВД объявило Координационный совет экстремистским формированием. Участникам экстремистских формированиях по белорусскому законодательству грозит тюремное заключение. До этого в 2021—2022 годах белорусские суды признали интернет-ресурсы совета экстремистскими материалами.
В марте 2023 года избрано новое руководство Совета: место спикера занял политолог Андрей Егоров, место вице-спикера досталось Елене Живоглод, лидеру движения «Честные Люди».

## Реакция

### Внутри Беларуси
Президент Беларуси Александр Лукашенко заявил, что формирование оппозицией координационного совета является «попыткой захвата власти со всеми вытекающими последствиями». Он заявил, что власти «будут принимать только адекватные меры в соответствии с конституцией и законами». Насчёт членов «Координационного совета» Александр Лукашенко сказал: «Из бывших „прикорытников“, как они их называют. Там бывшие, обиженные, которые когда-то походили во власти, и откровенно отвязанные нацисты. Посмотрите этот список».
Экс-претендент на пост президента Беларуси Валерий Цепкало сказал, что не понимает критериев формирования состава и задачи оппозиционного «Координационного совета», а также добавил, что в этот совет его не пригласили.

### Международная
- Европейский союз: Жозеп Боррель, занимающий пост Верховного представителя Европейского Союза по иностранным делам и политике безопасности, призвал власти Беларуси прекратить уголовное преследование членов «Координационного совета»[39]. Европарламент принял резолюцию в которой признал «Координационный совет» «временным представительством людей, требующих демократических перемен», а также призвал институты ЕС оказывать ему содействие[40][41].
  -  Литва: Президент Литвы Гитанас Науседа поговорил с Светланой Тихановской по телефону, предложив свою поддержку «Координационному совету»[42]. Премьер-министр Литвы Саулюс Сквернялис призвал белорусские власти провести новые, «свободные и справедливые» выборы под контролем международных наблюдателей, а также 20 августа пригласил Светлану Тихановскую в свой кабинет, публично назвав её «национальным лидером Беларуси»[43]. Министр иностранных дел Литвы Линас Линкявичюс назвал Александра Лукашенко «бывшим президентом Беларуси»[44]. 10 сентября литовский парламент принял закон, который признаёт Светлану Тихановскую «избранным лидером народа Беларуси», а «Координационный совет» — «единственным законным представительством белорусского народа». В резолюции также описано, что Александр Лукашенко является «незаконным лидером Беларуси»[45].
  -  Польша: Премьер-министр Польши Матеуш Моравецкий назвал «Координационный совет» правильным партнёром, с которым власти Польши должны вести переговоры[46].
- Россия: 25 августа пресс-секретарь президента России Дмитрий Песков заявил, что приветствует заявления представителей «Координационного совета» о том, что они не рассматривают вопрос отказа от взаимодействия с Россией[47].
- США: Госсекретарь США Майк Помпео в своём заявлении призвал белорусское правительство пойти на уступки и посодействовать белорусскому обществу, в том числе посредством недавно созданного «Координационного совета», чтобы удовлетворить желание большинства жителей Беларуси и обеспечить их стране процветающее будущее. Правительство США также заявило, что «люди явно отвергли режим»[48].

## Состав совета

### Основной состав
Формирование состава совета началось 15 августа, заявки принимались доверенным лицом Светланы Тихановской — Ольгой Ковальковой и адвокатом Максимом Знаком.
17 августа Ольга Ковалькова опубликовала в Facebook список первых 32 членов «Координационного совета». По словам Ковальковой, список подбирался так, «чтобы наилучшим образом представлять белорусский народ». Она отметила, что все, кто высказал желание работать, смогут войти в расширенный состав совета и участвовать в заседаниях рабочих и экспертных групп. Кроме того, сейчас также рассматриваются заявки делегатов от крупнейших заводов в стране. В первый состав совета вошли 35 человек. Среди них: лауреат Нобелевской премии по литературе Светлана Алексиевич, глава правозащитного центра «Весна» (а также лауреат Нобелевской премии мира с 2022 года) Алесь Беляцкий, глава избирательного штаба Виктора Бабарико — Мария Колесникова, позднее — экс-министр культуры Беларуси, позднее директор Купаловского театра Павел Латушко.
На данный момент «Координационный совет» состоит из основного состава, сформированного делегатами от различных общественно-политических структур, и расширенного состава, сформированного из всех желающих граждан Беларуси. Заявленное число членов основного состава — 86 человек.
Основной состав состоит из 7 фракций:
- Счастливая нация (бел. Шчаслівая нацыя)
- Наше дело (бел. Наша справа)
- Гражданская солидарность (бел. Грамадзянская салідарнасць)
- Молодёжная фракция (бел. Моладзевая фракцыя)
- Гражданское действие / За Новую Беларусь (бел. Грамадзянскае дзеянне / За Новую Беларусь)
- Фракция ответственного партнёрства (бел. Фракцыя адказнага партнёрства)
- Единство без границ (бел. Адзінства па-за межамі)

Лидеры фракций председательствуют на Совещании фракций — коллективном органе управления Координационного совета, в компетенцию которого входят любые вопросы, не относящиеся к специальной компетенции Общего заседания Координационного совета.

### Президиум
19 августа на первом заседании «Координационного совета» был избран президиум. В его состав вошли:
- Светлана Алексиевич — писатель, нобелевский лауреат по литературе. Выехала в Германию.
- Павел Латушко — бывший министр культуры, бывший чрезвычайный полномочный посол, директор Купаловского театра. Покинул страну 2 сентября 2020 года[54], как заявил сам Латушко, из-за давления со стороны КГБ[55].
- Максим Знак — юрист, адвокат. Осуждён на 10 лет лишения свободы[56].
- Лилия Власова[англ.] — международный медиатор, юрист. Задержана 31 августа, помещена в СИЗО-1[57], в октябре 2020 года выпущена под домашний арест[58].
- Сергей Дылевский — представитель МТЗ. Задержан 24 августа, получил 10 суток административного ареста[59], а потом ещё 15[60]. Выехал в Польшу.
- Ольга Ковалькова — юрист, политолог, сопредседатель партии БХД, доверенное лицо Светланы Тихановской. Задержана 24 августа, получила 10 суток ареста, потом ещё 15, но вскоре была вывезена силовиками в Польшу.
- Мария Колесникова — координатор штаба незарегистрированного кандидата в президенты Виктора Бабарико. Похищена в Минске 7 сентября 2020 года[61][62][63], после неудачной попытки вывоза на Украину была помещена в СИЗО-1. В сентябре 2021 года была осуждена на 11 лет лишения свободы.

11 сентября 2020 года международная организация «Amnesty International» признала всех задержанных членов «Координационного совета» узниками совести.
С марта 2023 года президиум считается распущенным, а руководство Координационным советом осуществляется Совещанием фракций.